# Lista monumentelor istorice din județul Iași - R

Simbol pentru monumentele istorice

Lista monumentelor istorice din județul Iași - R cuprinde monumentele istorice înscrise în Patrimoniul cultural național al României și aflate în localități ce încep cu litera R din județul Iași. 
Lista completă este menținută și actualizată periodic de către Ministerul Culturii, Cultelor și Patrimoniului Național din România, prin intermediul Institutului Național al Patrimoniului, ultima versiune datând din 2015. Această listă cuprinde și actualizările ulterioare, realizate prin ordin al ministrului culturii.
Puteți căuta un monument din județul Iași folosind formularul de mai jos sau puteți naviga prin toate monumentele din județ la lista monumentelor istorice din județul Iași.
| Cod LMI                              | Denumire                                                   | Localitate                              | Localizare | Datare, Creatori                                   | Imagine               | Erori             |
| ------------------------------------ | ---------------------------------------------------------- | --------------------------------------- | --- | -------------------------------------------------- | --------------------- | ----------------- |
| IS-I-s-B-03644 (RAN: 98694.01)       | Situl arheologic de la Răducăneni, punct „La Cireadă”      | sat Răducăneni; comuna Răducăneni       | „La Cireada”, la 200 m VSV de sat                                                                                       |                                                    | Încarcă foto \| video | Raportează eroare |
| IS-I-m-B-03644.01 (RAN: 98694.01.04) | Așezare                                                    | sat Răducăneni; comuna Răducăneni       | „La Cireada”, la 200 m VSV de sat                                                                                       | sec. IV p.Chr, Epoca daco-romană                   | Încarcă foto \| video | Raportează eroare |
| IS-I-m-B-03644.02 (RAN: 98694.01.03) | Așezare                                                    | sat Răducăneni; comuna Răducăneni       | „La Cireada”, la 200 m VSV de sat                                                                                       | sec. III - II a. Chr., Latène, cultura geto-dacică | Încarcă foto \| video | Raportează eroare |
| IS-I-m-B-03644.03 (RAN: 98694.01.02) | Cetate                                                     | sat Răducăneni; comuna Răducăneni       | „La Cireada”, la 200 m VSV de sat                                                                                       | Latène, cultura geto-dacică                        | Încarcă foto \| video | Raportează eroare |
| IS-I-m-B-03644.04 (RAN: 98694.01.05) | Așezare                                                    | sat Răducăneni; comuna Răducăneni       | „La Cireada”, la 200 m VSV de sat                                                                                       | Epoca bronzului târziu, cultura Noua               | Încarcă foto \| video | Raportează eroare |
| IS-I-m-B-03644.05 (RAN: 98694.01.01) | Așezare                                                    | sat Răducăneni; comuna Răducăneni       | „La Cireada”, la 200 m VSV de sat                                                                                       | Eneolitic, cultura Cucuteni                        | Încarcă foto \| video | Raportează eroare |
| IS-I-s-A-03645                       | Situl arheologic de la Răducăneni, punct „Hămeiosul”       | sat Răducăneni; comuna Răducăneni       | „Hămeiosul”, pe malul drept al pârâului Hămeiosul, la 1 km SE de sat                                                    |                                                    | Încarcă foto \| video | Raportează eroare |
| IS-I-m-A-03645.01                    | Așezare                                                    | sat Răducăneni; comuna Răducăneni       | „Hămeiosul”, pe malul drept al pârâului Hămeiosul, la 1 km SE de sat                                                    | sec. XI – XII, Epoca medieval timpurie             | Încarcă foto \| video | Raportează eroare |
| IS-I-m-A-03645.02                    | Așezare                                                    | sat Răducăneni; comuna Răducăneni       | „Hămeiosul”, pe malul drept al pârâului Hămeiosul, la 1 km SE de sat                                                    | Latène, cultura geto-dacică                        | Încarcă foto \| video | Raportează eroare |
| IS-I-s-B-03646 (RAN: 96101.01)       | Situl arheologic de la Rediu, punct „Bădărău”              | sat Rediu; comuna Rediu                 | „Bădărău”, cartier Munteni, la marginea de SV a fostului sat, pe pante și cornișa dealului                              |                                                    | Încarcă foto \| video | Raportează eroare |
| IS-I-m-B-03646.01 (RAN: 96101.01.03) | Vatra medievală a satului Munteni                          | sat Rediu; comuna Rediu                 | „Bădărău”, cartier Munteni, la marginea de SV a fostului sat, pe pante și cornișa dealului                              | sec. XV-XVIII, Epoca medievală                     | Încarcă foto \| video | Raportează eroare |
| IS-I-m-B-03646.02 (RAN: 96101.01.02) | Așezare                                                    | sat Rediu; comuna Rediu                 | „Bădărău”, cartier Munteni, la marginea de SV a fostului sat, pe pante și cornișa dealului                              | sec. IV p.Chr, Epoca daco-romană                   | Încarcă foto \| video | Raportează eroare |
| IS-I-m-B-03646.03 (RAN: 96101.01.01) | Așezare                                                    | sat Rediu; comuna Rediu                 | „Bădărău”, cartier Munteni, la marginea de SV a fostului sat, pe pante și cornișa dealului                              | Hallstatt                                          | Încarcă foto \| video | Raportează eroare |
| IS-I-s-B-03647 (RAN: 96101.02)       | Situl arheologic de la Rediu, punct „Valea Mută”           | sat Rediu; comuna Rediu                 | „Valea Mută”, cartier Munteni, la cca. 800 m de fostul sat, pe interfluviul dintre pâraiele Rediu - Tătar și Valea Muta |                                                    | Încarcă foto \| video | Raportează eroare |
| IS-I-m-B-03647.01 (RAN: 96101.02.04) | Vatra medievală a satului Munteni de la „Valea Mută”       | sat Rediu; comuna Rediu                 | „Valea Mută”, cartier Munteni, la cca. 800 m de fostul sat, pe interfluviul dintre pâraiele Rediu - Tătar și Valea Muta | sec. XVII - XVIII, Epoca medievală                 | Încarcă foto \| video | Raportează eroare |
| IS-I-m-B-03647.02 (RAN: 96101.02.03) | Așezare                                                    | sat Rediu; comuna Rediu                 | „Valea Mută”, cartier Munteni, la cca. 800 m de fostul sat, pe interfluviul dintre pâraiele Rediu - Tătar și Valea Muta | sec. III - IV p. Chr., Epoca daco-romană           | Încarcă foto \| video | Raportează eroare |
| IS-I-m-B-03647.03 (RAN: 96101.02.02) | Așezare                                                    | sat Rediu; comuna Rediu                 | „Valea Mută”, cartier Munteni, la cca. 800 m de fostul sat, pe interfluviul dintre pâraiele Rediu - Tătar și Valea Muta | Hallstatt                                          | Încarcă foto \| video | Raportează eroare |
| IS-I-m-B-03647.04 (RAN: 96101.02.05) | Așezare                                                    | sat Rediu; comuna Rediu                 | „Valea Mută”, cartier Munteni, la cca. 800 m de fostul sat, pe interfluviul dintre pâraiele Rediu - Tătar și Valea Muta | Epoca bronzului târziu, cultura Noua               | Încarcă foto \| video | Raportează eroare |
| IS-I-m-B-03647.05 (RAN: 96101.02.01) | Așezare                                                    | sat Rediu; comuna Rediu                 | „Valea Mută”, cartier Munteni, la cca. 800 m de fostul sat, pe interfluviul dintre pâraiele Rediu - Tătar și Valea Muta | Neolitic târziu, cultura ceramicii liniare         | Încarcă foto \| video | Raportează eroare |
| IS-I-s-B-03648 (RAN: 95774.01)       | Situl arheologic de la Rediu Aldei, punct „La Hârtop”      | sat Rediu Aldei; comuna Aroneanu        | „La Hârtop”, la marginea de SE a satului                                                                                |                                                    | Încarcă foto \| video | Raportează eroare |
| IS-I-m-B-03648.01 (RAN: 95774.01.03) | Așezare                                                    | sat Rediu Aldei; comuna Aroneanu        | „La Hârtop”, la marginea de SE a satului                                                                                | sec. XI, Epoca medieval timpurie                   | Încarcă foto \| video | Raportează eroare |
| IS-I-m-B-03648.02 (RAN: 95774.01.02) | Așezare                                                    | sat Rediu Aldei; comuna Aroneanu        | „La Hârtop”, la marginea de SE a satului                                                                                | sec. IX - X, Epoca medieval timpurie               | Încarcă foto \| video | Raportează eroare |
| IS-I-m-B-03648.03 (RAN: 95774.01.01) | Așezare                                                    | sat Rediu Aldei; comuna Aroneanu        | „La Hârtop”, la marginea de SE a satului                                                                                | Eneolitic final, cultura Horodiștea – Erbiceni     | Încarcă foto \| video | Raportează eroare |
| IS-I-s-B-03649 (RAN: 98569.01)       | Situl arheologic de la Rediu Mitropoliei, punct „În Islaz” | sat Rediu Mitropoliei; comuna Popricani | „în Islaz”, în partea de E a satului                                                                                    |                                                    | Încarcă foto \| video | Raportează eroare |
| IS-I-m-B-03649.01 (RAN: 98569.01.04) | Așezare                                                    | sat Rediu Mitropoliei; comuna Popricani | „în Islaz”, în partea de E a satului                                                                                    | sec. XVII - XVIII, Epoca medievală                 | Încarcă foto \| video | Raportează eroare |
| IS-I-m-B-03649.02 (RAN: 98569.01.03) | Așezare                                                    | sat Rediu Mitropoliei; comuna Popricani | „în Islaz”, în partea de E a satului                                                                                    | sec. XIV – XV, Epoca medievală                     | Încarcă foto \| video | Raportează eroare |
| IS-I-m-B-03649.03 (RAN: 98569.01.02) | Așezare                                                    | sat Rediu Mitropoliei; comuna Popricani | „în Islaz”, în partea de E a satului                                                                                    | sec. XI – XII, Epoca medieval timpurie             | Încarcă foto \| video | Raportează eroare |
| IS-I-m-B-03649.04 (RAN: 98569.01.01) | Așezare                                                    | sat Rediu Mitropoliei; comuna Popricani | „în Islaz”, în partea de E a satului                                                                                    | Hallstatt târziu                                   | Încarcă foto \| video | Raportează eroare |
| IS-I-m-B-03650 (RAN: 98569.02)       | Valul lui Traian                                           | sat Rediu Mitropoliei; comuna Popricani | La S de sat | Epoca migrațiilor                                  | Încarcă foto \| video | Raportează eroare |
| IS-I-s-B-03651 (RAN: 140921.01)      | Ruinele Hanului de la Ruginoasa                            | sat Ruginoasa; comuna Ruginoasa         | | sec. XVIII, Epoca medievală                        | Încarcă foto \| video | Raportează eroare |
| IS-II-m-B-04233 (RAN: 99637.02)      | Biserica de lemn „Sf. Voievozi”                            | sat Rădeni; comuna Roșcani              | Cartier Roșcani | sec. XVII                                          |                       | Raportează eroare |
| IS-II-m-B-04234 (RAN: 99637.01)      | Biserica „Sf. Treime”                                      | sat Rădeni; comuna Roșcani              | | 1750                                               | Încarcă foto \| video | Raportează eroare |
| IS-II-m-B-04235                      | Casa Roset - Catargiu                                      | sat Răducăneni; comuna Răducăneni       | 46.95618°N 27.9456°E | sec. XIX                                           | Încarcă foto \| video | Raportează eroare |
| IS-II-m-B-04236 (RAN: 95774.02)      | Biserica „Sf. Ilie”                                        | sat Rediu Aldei; comuna Aroneanu        | | 1718                                               |                       | Raportează eroare |
| IS-II-m-B-04237 (RAN: 99646.01)      | Biserica de lemn „Sf. Gheorghe”                            | sat Roșcani; comuna Popești             | | 1780                                               | Alte imagini          | Raportează eroare |
| IS-II-a-B-04238                      | Ansamblul Palatului lui Alexandru Ioan Cuza                | sat Ruginoasa; comuna Ruginoasa         | 47.2437°N 26.84566°E | sec. XIX Johann Freiwald                           | Alte imagini          | Raportează eroare |
| IS-II-m-B-04238.01                   | Palatul Alexandru Ioan Cuza                                | sat Ruginoasa; comuna Ruginoasa         | | 1862                                               | Alte imagini          | Raportează eroare |
| IS-II-m-B-04238.02                   | Biserica „Adormirea Maicii Domnului”                       | sat Ruginoasa; comuna Ruginoasa         | | 1813                                               | Alte imagini          | Raportează eroare |
| IS-II-m-B-04238.03                   | Parc                                                       | sat Ruginoasa; comuna Ruginoasa         | | 1813                                               |                       | Raportează eroare |
| IS-II-m-B-04238.04                   | Zid de incintă                                             | sat Ruginoasa; comuna Ruginoasa         | | 1813                                               | Încarcă foto \| video | Raportează eroare |
| IS-II-m-B-04238.05                   | Turnuri                                                    | sat Ruginoasa; comuna Ruginoasa         | | 1813                                               | Încarcă foto \| video | Raportează eroare |
| IS-II-m-B-04239                      | Biserica „Adormirea Maicii Domnului”                       | sat Rusenii Vechi; comuna Holboca       | | 1820                                               |                       | Raportează eroare |
| IS-III-m-B-04325                     | Monumentul Eroilor din primul război mondial               | sat Ruginoasa; comuna Ruginoasa         | În cimitir | înc. sec. XX                                       | Încarcă foto \| video | Raportează eroare |
| IS-IV-m-B-04238.06                   | Mormântul pregătit pentru domnitorul Alexandru Ioan Cuza   | sat Ruginoasa; comuna Ruginoasa         | | sf. sec. XIX                                       | Alte imagini          | Raportează eroare |